# De poenschepper
De poenschepper is het negenenzestigste stripverhaal uit de reeks van Suske en Wiske. Het is geschreven en ook nog deels getekend door Willy Vandersteen. 
Het werd gepubliceerd in De Standaard en Het Nieuwsblad van 2 juli 1966 tot en met 11 november 1966. De eerste albumuitgave was in maart 1967.  Tevens was dit het eerste Suske en Wiske-verhaal dat al meteen werd uitgebracht in de Vierkleurenreeks, de voortzetting van alle eerdere reeksen (oorspronkelijk de Vlaamse en Hollandse ongekleurde reeks, die eerder al waren samengevoegd in de gezamenlijke tweekleurenreeks). Het verhaal kreeg hier als albumnummer niet 1 maar 67, omdat men de oude nummering liet doorlopen. 
Het verhaal heeft rijkdom en hebzucht als hoofdthema's. Daarnaast is dit een van de weinige Suske en Wiske-verhalen waarin ook religie (meer specifiek het christendom) een min of meer centrale rol speelt.

## Locaties
- België, herberg “het gouden kalf”, het vliegveld, een groot kantoorgebouw, de plaats Pulderwezel met het kasteel van Lambik, provokroegen, de brug over het kanaal, een oud paviljoen

## Personages
- Suske, Wiske met Schanulleke, tante Sidonia, Lambik, Jerom, Lowie (en andere agent), Fantamoer, Mazoetan, Belzabel,[1] Cyriel (chauffeur van Lambik), kantoorpersoneel, portier, Firmin en ander personeel van Lambik, Zybsko (ex-boottrekker van de Wolga), Lowie en Charel (bewakers)

## Uitvindingen
- De raketgitaar

## Het verhaal
Lambik is al zijn spaargeld kwijt. Toch geeft hij zijn laatste geld aan Fantamoer, een mislukte beeldhouwer die eveneens bankroet is. Dan ziet Lambik een pakketje geld en volgt dit naar een herberg genaamd “Het gouden kalf”. Lambik wordt hier ontvangen door de waard Mazoetan en diens vrouw Belzabel. Onder invloed van het paar tekent Lambik een blanco contract. Zodra zijn handtekening op het papier staat, is de herberg ineens in het niets verdwenen. Lambik denkt dat hij alles gedroomd heeft en wandelt doelloos verder.
Dan is het zes maanden later. Lambik is sinds die dag verdwenen en zijn vrienden hebben niets meer van hem gehoord. Jerom ziet een foto van Lambik in de krant en leest dat hij een succesvol zakenman in het buitenland is geworden. De vrienden wachten hem op bij het vliegveld, maar Lambik lijkt zijn vrienden helemaal niet te herkennen. Belzabel is in het kantoor van Lambik en vertelt hem dat ze zijn secretaresse is. Lambik herinnert zich plotseling het blanco contract wat hij eerder heeft getekend. Buiten het kantoorgebouw staat Fantamoer bij een groot bord met de tekst “Draag elkanders lasten”. Tante Sidonia zoekt Lambik op om hem eens goed de mantel uit te vegen, maar Belzabel leid haar door alle gangen van het het kantoorgebouw tot ze opeens weer op straat staat. Ook Jerom kan Lambik niet bereiken.
De vrienden wachten bij het kantoorgebouw en zien Lambik aan het eind van de dag doodvermoeid naar huis vertrekken. Mazoetan is de chauffeur van Lambik en hij kan de vrienden voorlopig afschudden. ’s Nachts gaan Suske, Wiske en Jerom opnieuw naar het kantoorgebouw en verstoppen zich. De volgende dag zien Suske en Wiske hoe Lambik veel geld verdient en ze horen dat de mensen bang zijn voor Fantamoer. ’s Avonds ontdekken Suske en Wiske dat alle andere werknemers in het gebouw robots zijn en ze gaan terug naar Jerom. Ze bezoeken Lambik op zijn kasteel in Pulderwezel en zien zijn collectie schilderijen, zijn muziekinstrumenten en jacht. Maar als de vrienden de naam Fantamoer uitspreken wordt Lambik doodsbang en zijn personeel vlucht weg. Buiten het kasteel staat Fantamoer bij een groot bord met de tekst “Volhardt in het goede” en Suske en Wiske gaan naar hem toe. Fantamoer vertelt dat Lambik in gevaar is en niet alleen mag zijn. Als Mazoetan en Belzabel arriveren kan Fantamoer nog net ontkomen.
Belzabel en Mazoetan brengen Lambik ’s nachts naar het kantoor en laten hem veel werk verzetten. Tante Sidonia ziet hoe er opnieuw veel geld in de brandkast verschijnt. Tante Sidonia ziet nog hoe Lambik naar het gewelf wordt gebracht, maar moet dan vluchten voor de bewakers. Ze gaat naar het kasteel en ziet dat Suske, Wiske en Jerom als personeel in dienst zijn bij Lambik. Sidonia gaat verkleed in flowerpower-kleding de straat op, om Fantamour op te zoeken in provokroegen en ze hoort dat Fantamoer onder de brug over het kanaal woont. Ze kan Belzabel en Mazoetan afschudden en vraagt Fantamoer Lambik te helpen. Als de bewakers opdagen, kan tante Sidonia Fantamoer op de raketgitaar laten ontsnappen. Het lukt Fantamoer het kantoor van Lambik binnen te dringen en vindt de handleiding van de machine in het gewelf van het gebouw. Als Fantamoer gevangen wordt, belt Lambik zijn vrienden en Suske, Wiske en Jerom komen te hulp. Lambik wil het contract breken, maar Belzabel en Mazoetan kunnen met de machine en Lambik ontsnappen.
Suske, Wiske en Fantamoer volgen de ontvoerders en Jerom sloopt het kantoorgebouw. In het kasteel van Lambik blijkt dat hij nog altijd geld wil verdienen en de vrienden snappen dat Lambik opnieuw in de macht van de machine is. Fantamoer wordt neergeslagen en raakt de handleiding van de machine dan kwijt. Suske en Wiske vinden sporen van Lambik en komen zo in een geheime gang terecht. In de kelder zien ze Fantamoer lopen, maar Belzabel en Mazoetan zien hem ook via camera’s. Mazoetan valt Fantamoer aan, maar Wiske kan met de handleiding van de machine ontkomen. Lambik krijgt een inzinking door het zware werk en de vrienden lezen de handleiding. Het blijkt dat de machine voor veel winst zorgt, maar de machine moet voortdurend gevoed worden door een kloppend hart. Hiervoor wordt het hart van Lambik gebruikt, dat daardoor steeds zwakker wordt. Met andere woorden: Lambik verkeert in levensgevaar.
Er duiken stenen engeltjes op die Lambik proberen te raken met stenen pijlen. Lambiks vrienden en de handlangers van Mazoetan proberen Lambik te beschermen en vele engeltjes worden vernietigd. Dan ontdekken tante Sidonia en Wiske een oud paviljoen en zien dat Fantamoer de stenen engeltjes maakt. Fantamoer legt uit dat de pijlen Lambik misschien tot inkeer zullen brengen. Lambik heeft namelijk zijn hart en ziel verkocht om de computer te mogen gebruiken. Het lukt één engeltje om Lambik in zijn hart te treffen en hij wordt onmiddellijk normaal. Jerom vernietigt de machine, maar Fantamoer legt uit dat het contract nog altijd geldig is en Lambik zal alleen vrij zijn als iemand zich voor hem opoffert. Mazoetan schiet Fantamoer neer, maar deze verdwijnt dan in het niets. Mazoetan ziet in dat hij verslagen is, iemand heeft zich voor Lambik opgeofferd. Mazoetan verscheurt het contract, waarop hij samen met Belzabel in de grond verdwijnt, omgeven door een steekvlam.
Lambik krijgt een zenuwinzinking en herinnert zich niets meer van het hele gebeurde. De anderen vragen zich nog steeds af wie Fantamoer, Mazoetan en Belzabel nu eigenlijk waren.

## Achtergronden
- De kern van het verhaal – de man (in dit geval Lambik) die zijn ziel verkoopt aan de duivel in ruil voor macht en rijkdom – gaat duidelijk terug op de sage van Faust.[3]
- Het verhaal heeft in het Frans de titel Le jongleur du veau d'or gekregen.
- Het verhaal bevat duidelijke religieuze verwijzingen, zoals een kruis dat aan het eind verschijnt als Fantamoer is uitgeschakeld. Dit niet gebruikelijk voor Suske en Wiske-verhalen. Mazoetan is ook duidelijk een representatie van de duivel. Zijn naam is een woordspeling op mazoet, wat Vlaams is voor stookolie en mogelijk tegelijk verwijst naar de hel. De naam Belzabel is tegelijk een woordspeling op Beëlzebub en de meisjesnaam Isabel. "Belle" is trouwens ook Frans voor "mooi".
- De naam Pulderwezel is een contaminatie van Pulderbos en 's-Gravenwezel, twee gemeenten in de Antwerpse Kempen.
- De titel van het eerste album in de vedettestripreeks rond Jean-Pierre Van Rossem, De Poenpakker (1991) door Erik Meynen, is een parodie op de titel van dit Suske en Wiske-verhaal.
- Tante Sidonia verkleedt zich in dit album als Provo en bezoekt ook een van de Provo-kroegen. De Provo-activisten worden als humorloze, onverzorgde, ongewassen critici van het systeem voorgesteld die echter te lui zijn om te werken. In latere albums (zoals Het ros Bazhaar) werden hippies iets sympathieker afgeschilderd, zij het nog steeds als luie mensen die zich niet wassen.